# 2020년 하계 올림픽 스페인 선수단
스페인은 2020년 도쿄 하계 올림픽에 참가한다. 원래는 2020년 7월 24일부터 8월 9일까지 열릴 예정이었으나 코로나19 범유행으로 인해 2021년 7월 23일부터 8월 8일로 연기되었다. 1920년 국가가 공식 데뷔한 이래 스페인 선수들은 1936년 베를린 하계 올림픽을 제외하고 모든 하계 올림픽에 출전했다. 나치 독일)과 소련의 헝가리 침공에 대한 보이콧의 일환으로 멜버른에서 열린 1956년 하계 올림픽. 스페인은 야구, 7인제 럭비, 레슬링, 서핑을 제외한 모든 스포츠에 출전했다.
스페인은 금메달 3개, 은메달 8개, 동메달 6개 등 총 17개의 메달을 획득하며 대회를 마쳤으며, 이는 2016년 올림픽의 전체 기록과 일치한다. 금메달 수는 7개에서 3개로 줄었다. 스페인의 금메달 중 2개는 올해 올림픽에 데뷔하는 스포츠 종목, 즉 가라데(산드라 산체스, 여자 카타)와 스포츠 클라이밍(알베르토 지네스 로페스, 남자 복합)에서 나왔다.
스페인은 2020년 하계 올림픽에 32종목 321명이 참가했다.

## 출전 선수
| 종목           | 남자 | 여자 | 전체 |
| -------------- | ---- | ---- | ---- |
| 양궁           | 1    | 1    | 2    |
| 아티스틱스위밍 | 빈칸 | 8    | 8    |
| 육상           | 32   | 22   | 54   |
| 배드민턴       | 1    | 1    | 2    |
| 농구           | 12   | 12   | 24   |
| 복싱           | 4    | 0    | 4    |
| 카누           | 10   | 5    | 15   |
| 사이클         | 9    | 3    | 12   |
| 다이빙         | 2    | 0    | 2    |
| 승마           | 4    | 1    | 5    |
| 펜싱           | 1    | 0    | 1    |
| 하키           | 16   | 16   | 32   |
| 축구           | 18   | 0    | 18   |
| 골프           | 2    | 2    | 4    |
| 체조           | 5    | 4    | 9    |
| 핸드볼         | 14   | 14   | 28   |
| 유도           | 3    | 4    | 7    |
| 가라테         | 1    | 1    | 2    |
| 근대5종        | 1    | 0    | 1    |
| 조정           | 4    | 2    | 6    |
| 요트           | 8    | 7    | 15   |
| 사격           | 1    | 1    | 2    |
| 스케이트보드   | 2    | 2    | 4    |
| 스포츠클라이밍 | 1    | 0    | 1    |
| 수영           | 4    | 7    | 11   |
| 탁구           | 1    | 2    | 3    |
| 태권도         | 3    | 1    | 4    |
| 테니스         | 4    | 4    | 8    |
| 트라이애슬론   | 3    | 2    | 5    |
| 배구           | 2    | 2    | 4    |
| 수구           | 12   | 12   | 24   |
| 역도           | 3    | 1    | 4    |
| 전체           | 184  | 137  | 321  |

## 메달 집계

### 메달리스트
| 메달   | 이름                              | 종목   | 세부 종목              | 날짜     |
| ------ | --------------------------------- | ------ | ---------------------- | -------- |
| 금메달 | 알베르토 페르난데스 파티마 갈베스 | 사격   | 혼성 트랩 단체         | 7월 31일 |
| 은메달 | 아드리아나 세레소                 | 태권도 | 여자 49kg급            | 7월 24일 |
| 은메달 | 마이알렌 추라우트                 | 카누   | 슬라럼 여자 K-1        | 7월 27일 |
| 은메달 | 라이데를레이 자파타               | 체조   | 남자 마루              | 8월 1일  |
| 은메달 | 테레사 포르테라                   | 카누   | 스프린트 여자 k-1 200m | 8월 3일  |
| 동메달 | 다비드 발레로                     | 사이클 | 남자 크로스컨트리      | 7월 26일 |
| 동메달 | 파블로 카렌뇨 부스타              | 테니스 | 남자 단식              | 7월 31일 |
| 동메달 | 아나 펠레테이로                   | 육상   | 세단 뛰기              | 8월 1일  |
| 동메달 | 호안 카르도나 멘데스              | 요트   | 핀                     | 8월 3일  |

| 종목 별 메달 | 종목 별 메달 | 종목 별 메달 | 종목 별 메달 | 종목 별 메달 |
| ------------ | ------------ | ------------ | ------------ | ------------ |
| 종목         | 1            | 2            | 3            | 합계         |
| 육상         | 0            | 0            | 1            | 1            |
| 카누         | 0            | 2            | 0            | 2            |
| 사이클       | 0            | 0            | 1            | 1            |
| 사이클       | 0            | 1            | 0            | 1            |
| 요트         | 0            | 0            | 1            | 1            |
| 사격         | 1            | 0            | 0            | 1            |
| 태권도       | 0            | 1            | 0            | 1            |
| Tennis       | 0            | 0            | 1            | 1            |
| 합계         | 1            | 4            | 4            | 9            |

| 날짜 별 메달 | 날짜 별 메달 | 날짜 별 메달 | 날짜 별 메달 | 날짜 별 메달 |
| ------------ | ------------ | ------------ | ------------ | ------------ |
| Date         | 1            | 2            | 3            | 합계         |
| 7월 24일     | 0            | 1            | 0            | 1            |
| 7월 26일     | 0            | 0            | 1            | 1            |
| 7월 27일     | 0            | 1            | 0            | 1            |
| 7월 31일     | 1            | 0            | 1            | 2            |
| 8월 1일      | 0            | 1            | 1            | 2            |
| 8월 3일      | 0            | 1            | 1            | 2            |
| 합계         | 1            | 4            | 4            | 9            |

## 같이 보기
- 올림픽 스페인 선수단